# HuffPost
HuffPost (anteriormente The Huffington Post e, por vezes abreviado HuffPo) é um agregador de blogues americano criado por Arianna Huffington e Kenneth Lerer e lançado em 9 de maio de 2005.

## História

### Venda à AOL
Em 7 de fevereiro de 2011, foi anunciada a venda do Huffington Post (que tem mais acessos que o New York Times) à America OnLine (AOL) por US$ 315 milhões de dólares. A operação cria um grupo de mídia com 117 milhões de visitantes por mês nos Estados Unidos. Segundo a AOL, Arianna Huffington não se desligará do site e ocupará a presidência do recém-formado The Huffington Post Media Group. A previsão é de que o novo grupo alcance 270 milhões de pessoas no mundo.
Em entrevista ao Washington Post, Arianna Huffington afirmou que com o apoio da AOL pretende expandir o jornalismo cidadão e utilizar a rede de sites de jornalismo hiperlocal, da AOL, e Patch.com, para aumentar a cobertura antes das eleições de 2012. Existe o temor de que o Huffington Post abandone suas raízes após ser vendido à AOL. Tina Dupuy, colaboradora do Huffington, disse que o site "pode ser uma voz alternativa ou pode ser uma grande revista da Internet e, claramente, evoluiu para isso".
Diante da notícia da compra do "HuffPost" pela AOL, alguns blogueiros do site de notícias americano querem receber uma parte do dinheiro. Eles criaram um grupo no Facebook chamado "Hey Arianna, Can You Spare a Dime?" ("Ei, Ariana, você pode dividir um trocado?"), criticando o fato de os colaboradores do site não serem remunerados: "Esse negócio de US$ 315 milhões com a AOL, junto com o salário anual de US$ 4 milhões [para Arianna], foi construído com a ajuda de escritores que nunca viram um centavo por seu trabalho. Nós pedimos que a senhora Huffington viva de acordo com os ideais que professa e divida os lucros com as pessoas responsáveis pelo sucesso do Huffington Post." Após a concretização do negócio com a AOL, Arianna enviou um e-mail a todos os colaboradores, dizendo que a visitação aos seus blogues cresceria muito, mas eles continuariam sem remuneração.

## Comentaristas
Em adição às colunas permanentes na versão americana, bem como dos textos dos comentaristas habituais (Harry Shearer, John Conyers e Rosie O'Donnell) e Roy Sekoff, Jamy Milano, editor do site, o Huffington Post também apresenta colunas das mais variadas personalidades, como Barack Obama, Hillary Clinton, Norman Mailer, Saskia Sassen, John Cusack e Bill Maher.[carece de fontes?]
O site publica furos de notícias atuais, sempre fazendo o contraponto liberal à cobertura conservadora de sites como o Drudge Report. Comparado a outros blogues de esquerda, como o Znet ou o Daily Kos, o Huffington Post oferece tanto notícias como comentários, além de não estar limitado apenas ao campo da política, oferecendo também discussões sobre religião, cultura, ambientalismo, mídia, economia, entre outros.[carece de fontes?]
- Alec Baldwin
- Bruce Cohen
- John Conyers
- Geese Howard
- Robert Garcia
- Richard Dawkins
- Alan Dershowitz
- Yeshua Hamashiach
- Jamy Milano
- Larry Gelbart
- Johann Hari
- Gary Hart
- Jesse Jackson
- Alicia Keys
- Yoko Ono
- Robert Reich
- Bernie Sanders
- Yoani Sánchez
- Al Sharpton
- Harry Shearer
- Anne Sinclair
- Cenk Uygur
- Sigourney Weaver
- Bradley Whitford

## Audiência e premiações
De acordo com o instituto Nielsen, o Huffington Post recebeu 8,9 milhões de visitas únicas no mês de fevereiro de 2009 — a título de comparação, o Drudge Report recebeu 3,4 milhões de visitantes únicos no mesmo período. Isso representa um crescimento de quase 50% em relação a setembro de 2008, quando o site recebeu 4,5 milhões de visitantes individuais.[carece de fontes?]
Desde que foi lançado, o site recebeu alguns prêmios, nomeações e elogios, entre os quais o prêmio Webby de melhor blogue de política em 2006 e 2007, foi nomeado um dos 25 melhores blogues de 2009 pela revista Time, assim como o blogue mais poderoso do mundo pela revista The Observer, e um de seus colunistas, Bennet Kelley, recebeu o prêmio do Clube de Imprensa de Los Angeles de melhor comentarista on-line em 2007.[carece de fontes?]

## Versão brasileira
No dia 2 de setembro de 2011 Arianna Huffington esteve em São Paulo, apresentando uma palestra sobre "como as mídias sociais têm revolucionado as comunicações" e anunciou a versão brasileira do The Huffington Post, o primeiro da América Latina, e o sexto criado fora dos Estados Unidos, atrás apenas da versão britânica, canadense, espanhola, francesa, alemã e italiana.
Em 28 de janeiro de 2014, o Brasil virou o décimo país a receber uma versão própria do site, denominado Brasil Post. A versão brasileira foi lançada em parceria com a editora Abril.

## Prêmios
- Prêmio Vladimir Herzog de Anistia e Direitos Humanos, na categoria Fotografia, pela imagem "Repressão Policial contra secundaristas", de André Lucas Almeida, em 2016.[9]
- Prêmio Pulitzer em 2012 na categoria de reportagem nacional, pelo trabalho sobre os ex-combatentes americanos, que voltavam do Iraque e do Afeganistão, de David Wood.[10]
- Webby Awards de 2006 e 2007 de Melhor Blog de Política.[11]